# Consiglio centrale dei sindacati di tutta l'Unione
Il Consiglio (o Soviet) centrale dei sindacati di tutta l'Unione (in russo Всесоюзный центральный совет профсоюзов, ВЦСПС?, Vsesojuznyj central'nyj sovet profsojuzov, VCSPS) fu l'organo direttivo delle organizzazioni sindacali dell'URSS.
Ottenne tale denominazione nel 1924, mentre dal 1917 aveva operato come Consiglio centrale panrusso dei sindacati. Nel 1990 fu riorganizzato in Confederazione generale dei sindacati dell'URSS.

## Presidenti
- Grigorij Zinov'ev (gennaio - marzo 1918)
- Michail Tomskij (1918-1929)
- Aleksandr Dogadov (Primo segretario, 1929-1930)
- Nikolaj Švernik (Primo segretario, 1930-1944)
- Vasilij Kuznecov (1944-1953)
- Nikolaj Švernik (1953-1956)
- Viktor Grišin (1956-1967)
- Aleksandr Šelepin (1967-1975)
- Aleksej Šibaev (1976-1982)
- Stepan Šalaev (1982-1990)
- Vladimir Ščerbakov (1990-1991)